# Королечні
Королечні (Eopsaltriinae) — підродина горобцеподібних птахів родини тоутоваєвих (Petroicidae). Містить 9 родів з 20 видами.

## Поширення
Представники підродини поширені в Австралії, Тасманії, Новій Гвінеї та на сусідніх островах.

## Роди
- Висвистувач (Tregellasia) — 2 види
- Біловолий королець (Quoyornis) — 1 вид
- Королець (Eopsaltria) — 2 види
- Оливковий королець (Gennaeodryas) — 1 вид
- Чорноголовий королець (Melanodryas) — 2 види
- Королець-чернець (Peneothello) — 5 видів
- Строкатий королець (Poecilodryas) — 4 види
- Чорноволий королець (Plesiodryas) — 1 вид
- Попелястий королець (Heteromyias) — 2 види